# Adriaen Matham

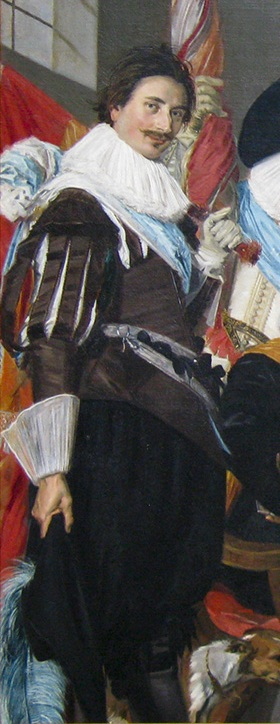
Ritratto di Adriaen Matham, particolare del Banchetto degli ufficiali dei Cluveniersdoelen, di Frans Hals (1627)

Adriaen Jacobsen Matham, o Maetham o Metham (Haarlem, 1599 circa – L'Aia, 23 novembre 1660), è stato un incisore, pittore, disegnatore e mercante d'arte olandese del secolo d'oro.

## Biografia

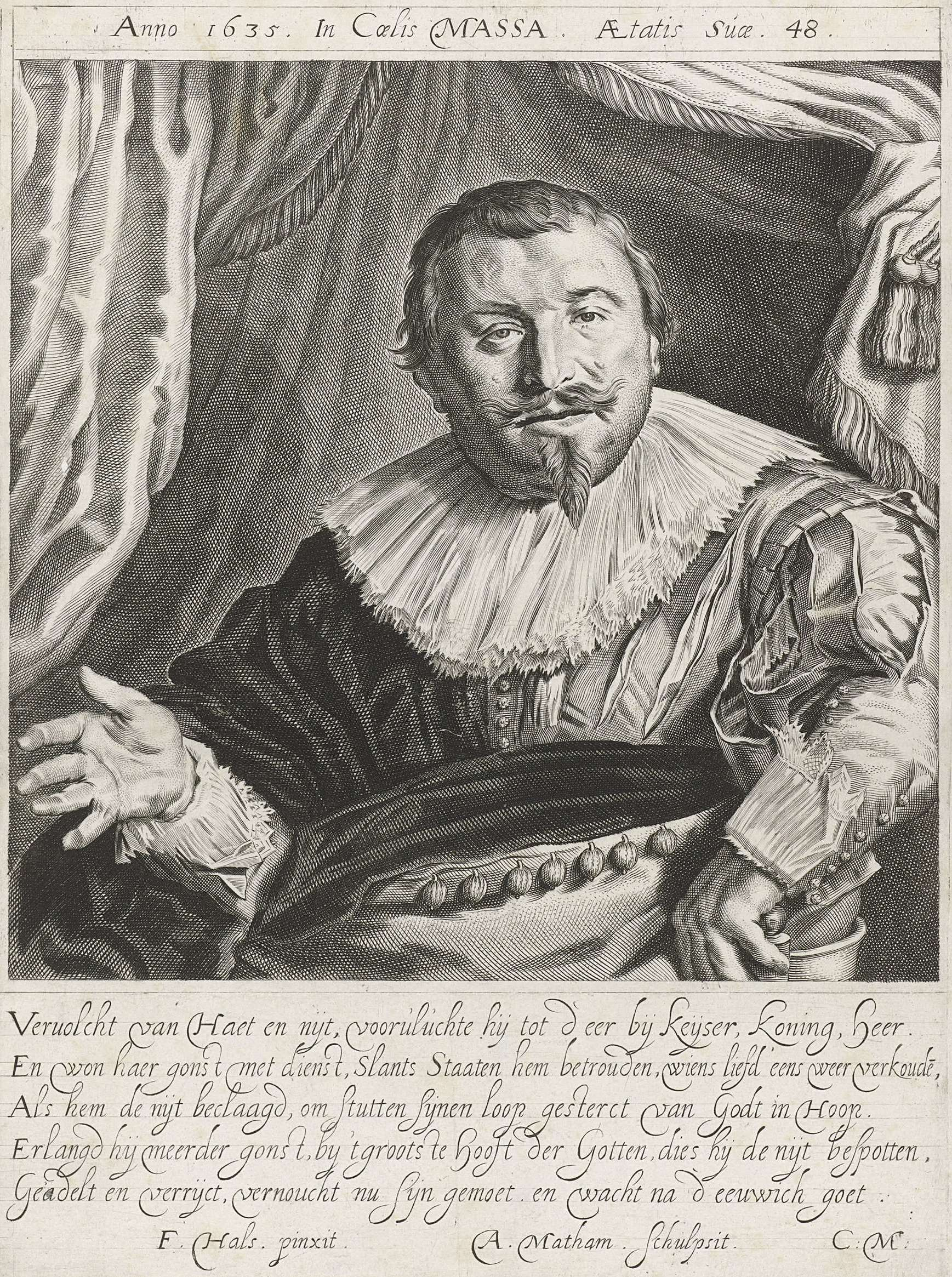
Ritratto di Isaac Massa da Frans Hals (1635)

Non è certa la data di nascita di quest'artista di religione cattolica, mancando i registri di questa chiesa relativi al periodo in oggetto.
Figlio di Jacob Matham e fratello degli incisori Jan e Theodor, apprese l'arte dal padre. Iniziò la carriera artistica nella sua città natale nel 1620. Nel 1622 operò a Parigi. Ritornato a Haarlem, dal 1624 al 1627 fu portabandiera della guardia civica, il 6 novembre 1632 sposò Cornelia Claes van Duijvenhoven e il 31 ottobre 1638 si unì in seconde nozze con Annetie Pieters. Il 1º novembre 1640 si trasferì in Marocco e, viaggiando per nave al seguito dell'ambasciatore Anthonis de Liederkerck, tenne un resoconto dell'ambasciata effettuata da questi presso il re del Marocco e realizzò, da suo disegno, una stampa rappresentante un importante ricevimento tenutosi presso l'ambasciata olandese. Di nuovo a Haarlem nel 1641 e rimasto vedovo di Annetie Pieters, il 15 novembre 1642 sposò in terze nozze Leentie Tiel ad Amsterdam. Ebbe rapporti con la reggenza di Haarlem in qualità di mercante d'arte: risultano infatti pagamenti per l'acquisto di libri rari e cronache. Nel 1644 si recò all'Aia, dove dal 1648 al 1655 risultò iscritto alla gilda come mercante d'arte. Morì in questa città nel 1660.
Si dedicò principalmente alla realizzazioni di ritratti, soggetti di genere, religiosi e paesaggi. Produsse stampe devozionali ed illustrò libri, come il De Hollandsche-Lijs met de Brabandsche Belij di Gillis Quintijn (1629).

## Opere
- De Hollandsche-Liis met de Brabantsche-Bely: poeetischer wyse voorgestelt en gedicht, di Gilles-Jacobs Quintyn, Jacob Cats, Adriaen Matham, 1629[4]
- Ritratto di Isaac Massa, incisione da Frans Hals, 1635, Rijksmuseum, Amsterdam
- 32 afbeeldinge der Graven van HOLLANDT, raccolta di incisioni, 1663[5]
- Illustrazione di una poesia, incisione, 10,48 x 13,49 cm, Los Angeles County Museum of Art, Los Angeles[6]
- Donna tentatrice, diavolo ed alchimista, incisione[7]